# Сандра Ескасена
Сандра Ескасена (ісп. Sandra Escacena; нар. 30 березня 2001, м. Мадрид, Іспанія) — іспанська акторка театру і кіно, відома за головною роллю у фільмі Пако Плази «Вероніка».

## Із життєпису
З 2009 по 2014 роки вивчала театрознавство в школах міст Вільявісіоса-де-Одон та Мадрид, з 2015 року відвідувала театральні заняття в мадридській школі ісп. Primera Toma.
В грудні 2017 року номінована на премію Гоя як найкраща акторка-дебютантка за роль у фільмі «Вероніка» та, у 2018 році, на премію «Фероз» за найкраще виконання головної ролі в цьому ж фільмі.

## Фільмографія
- 2017 р. — «Вероніка», «Дні кіно» (серіал).
- 2018 — «Пахіта Салас»[es] (серіал), «Параліч страху».